# Milva Gauto
María Milva Gauto Morcillo (Coronel Oviedo, 27 de junio de 1968) es una conductora de televisión y radio paraguaya. Estuvo como parte del jurado en el reality show Baila Conmigo Paraguay y fue conductora del programa Milva Imperio Urbano de Radio Urbana hasta 2017.

## Biografía
Nació en el Sanatorio Migone de la ciudad de Asunción, capital de la República del Paraguay, el 27 de junio de 1968. Estudió en el Colegio "Inmaculado Corazón de María". A los 16 años de edad, fue de intercambio a Londres y a los 18 años había sido contratada como azafata de una aerolínea en Paraguay. A la par estudiaba Marketing y Publicidad recibiendo el título de licenciada. Tiene tres hijos, Nigel, Elliott y Oliver.
Empezó su carrera radial como movilera de Red Caracol 97.1 FM en el verano de 1990. Luego estuvo en Radio Santa Mónica junto al comediante Gustavo Cabaña. Trabajó por más de 10 años en Radio Venus que terminó con una controversial salida y un juicio de por medio. Fue conductora del programa Milva Imperio Urbano de Radio Urbana 106.9 FM junto a Martín Medina. Su carrera televisiva es bastante extensa y ha sido conductora de televisión en numerosas ocasiones. Fue jurado del programa Baila Conmigo Paraguay emitido por Telefuturo y conducido por Kike Casanova. En la actualidad se dedica a la locución de la radio Canal 100 de Paraguay.

## Radios
- Red Caracol 97.1 FM (1990) - Movilera y voiceover[3]
- Radio City - Conductora[3]
- Radio Santa Mónica - Conductora[3]
- Radio Venus - Conductora[3]
- Radio Canal 100 - Conductora[3]

## Televisión
- Aquemarropa, con Mili Britez[3]
- Una peor que otra, con Rocío Sienra[3]
- El Tajo (conductora), Canal 13[3]
- La Chuchi[6](TV Serie 2006) como "Hilaria", Canal 13»
- La Jaula (conductora) Telefuturo[3]
- Ánimo Juan (actriz), Telefuturo
- Ultrapoderosa (conductora), Telefuturo
- TV Sónico (conductora), Telefuturo
- TeleShow (panelista), Telefuturo
- El casting de la tele (miembro del jurado), Telefuturo
- Bailando por un sueño (miembro del jurado), Telefuturo
- Baila Conmigo Paraguay (miembro del jurado), Telefuturo
- El saber va contigo (miembro del jurado), RPC

## Controversia por su salida de Radio Venus
En julio de 2013 se anunciaba su salida de Radio Venus, lugar en donde estuvo por 13 años. El caso está en proceso judicial.